# Unicodeblock Ideographische Symbole und Interpunktion
Der Unicodeblock Ideographische Symbole und Interpunktion (engl.: Ideographic Symbols and Punctuation, U+16FE0 bis U+16FFF) beinhaltet verschiedene Zeichen für logografische Schriftsysteme Ostasiens, beispielsweise die Xixia-Schrift und Nüshu. Weitere solche Symbole finden sich im Unicodeblock CJK-Symbole und -Interpunktion.

## Tabelle
| Unicodenummer   | Zeichen (400 %) | Kategorie                   | Bidirektionale Klasse       | Offizielle Bezeichnung                 | Beschreibung                                        |
| --------------- | --------------- | --------------------------- | --------------------------- | -------------------------------------- | --------------------------------------------------- |
| U+16FE0 (94176) | 𖿠              | modifizierender Buchstabe   | links nach rechts           | TANGUT ITERATION MARK                  | Xixia-Wiederholungszeichen                          |
| U+16FE1 (94177) | 𖿡              | modifizierender Buchstabe   | links nach rechts           | NUSHU ITERATION MARK                   | Nüshu-Wiederholungszeichen                          |
| U+16FE2 (94178) | 𖿢              | andere Interpunktion        | anderes neutrales Zeichen   | OLD CHINESE HOOK MARK                  | Altchinesisches Hakenzeichen                        |
| U+16FE3 (94179) | 𖿣              | modifizierender Buchstabe   | links nach rechts           | OLD CHINESE ITERATION MARK             | Altchinesisches Wiederholungszeichen                |
| U+16FE4 (94180) | 𖿤                | Markierung ohne Extrabreite | Markierung ohne Extrabreite | KHITAN SMALL SCRIPT FILLER             | Kleine-Kitan-Schrift-Füllzeichen                    |
| U+16FF0 (94192) | 𖿰                | Markierung mit Extrabreite  | links nach rechts           | VIETNAMESE ALTERNATE READING MARK CA   | Vietnamesisches Zeichen für alternative Lesung Cá   |
| U+16FF1 (94193) | 𖿱                | Markierung mit Extrabreite  | links nach rechts           | VIETNAMESE ALTERNATE READING MARK NHAY | Vietnamesisches Zeichen für alternative Lesung Nháy |